# SEA SIDE JET CITY
「SEA SIDE JET CITY」（シー サイド ジェット シティー)は、日本のバンドBLANKEY JET CITYの15枚目のシングルである。2000年4月12日発売。発売元はユニバーサルミュージック。

## 収録曲
1. SEA SIDE JET CITY(4:17)
作詞・作曲：浅井健一／編曲：BLANKEY JET CITY
2. バナナのとりあい(4:00) 
作詞・作曲・編曲：BLANKEY JET CITY
浅井健一と中村達也のセッションで生まれた曲。意味不明な歌詞は、最新型の名古屋弁だと語る。
3. リス(5:10) 
作詞・作曲：浅井健一／編曲：BLANKEY JET CITY

## 収録アルバム

### SEA SIDE JET CITY
- オリジナル『Harlem Jets』（2000年5月10日）
- ライブ『LAST DANCE』（2000年9月20日）
- ベスト『Blankey Jet City 1997-2000』（2000年10月25日）
- ベスト『RARE TRACKS』（2009年1月21日）
※VIRGIN TAKE
- ベスト『COMPLETE SINGLE COLLECTION SINGLES』（2013年3月27日）

### バナナのとりあい
- オリジナル(アナログ盤のみ)『Harlem Jets』（2000年5月10日）
- ベスト『RARE TRACKS』（2009年1月21日）

### リス
- オリジナル『Harlem Jets』（2000年5月10日）
※STRIP ver.
- ベスト『RARE TRACKS』（2009年1月21日）
※VERSION 2

## タイアップ
- SEA SIDE JET CITY：テレビ朝日「サンデージャングル」オープニングテーマ。